# Minnie the Moocher
Minnie the Moocher (traducibile come "Minnie la scroccona") è una canzone jazz-scat del 1931 registrata da Cab Calloway e dalla sua orchestra. È famosa per il suo testo improvvisato, con diverse parti composte da suoni senza apparente senso (ad esempio, Ari ari ari ha,  Heidi heidi heidi hi). Quando si esibiva cantando questa canzone, Calloway era solito richiedere la partecipazione del pubblico, al quale faceva ripetere i versi senza senso che improvvisava, in una forma di "chiamata e risposta" tipica di questo genere musicale; a volte Calloway declamava frasi così lunghe, complesse e insensate che il pubblico non riusciva a ripetere il testo esatto e finiva per scoppiare a ridere. Il singolo vendette un milione di copie e venne premiato con il Grammy Hall of Fame Award 1999.

## Origini
Il brano, sia per la musica che per il testo, si basa su una canzone di Frankie Jaxon del 1927 intitolata Willie the Weeper. Bette Davis, nel 1932, l'aveva cantata nel film di Michael Curtiz Tentazioni (The Cabin in the Cotton). Entrambe le canzoni contengono palesi riferimenti all'uso di stupefacenti. Infatti i termini "Smokey" e "cokey" che compaiono nel testo sono riferiti ad un consumatore di cocaina; la frase: kicking the gong around ("prendendo a calci il gong") è un riferimento in slang alla pratica di fumare oppio; altri versi, infine, descrivono il sogno oppiaceo di Minnie, coinvolta con il Re di Svezia per un affare da "milioni di nickels e dimes.

## Versione estesa
Calloway scrisse anche una versione estesa della canzone, aggiungendo versi che descrivono Minnie e Smokey che vengono arrestati; Minnie paga la cauzione di Smokey, ma viene da lui abbandonata in prigione.
Alla fine, Minnie viene portata "dove loro mettono i pazzi", dove muore. Questo spiega perché entrambe le versioni finiscano con le parole "Poor Minnie, poor Min". (Povera Minnie, povera Min).

## Storia della registrazione
Calloway registrò la canzone per la prima volta nel 1931. Sempre in quel periodo scrisse e registrò una canzone molto simile dal titolo Kickin' the Gong Around.
La canzone fu inserita, interpretata da Calloway stesso, nel film del 1955 Rhythm and Blues Revue, girato all'Apollo Theater, ed anche molto più tardi, nel 1980, nel film The Blues Brothers.

## Riferimenti a "Minnie"
Minnie è menzionata in un grande numero di altre canzoni di Cab Calloway, come Minnie the Moocher's Wedding Day, Ghost of Smoky Joe, Kickin' the Gong Around, Minnie's a Hepcat Now, Mister Paganini - Swing for Minnie, We Go Well Together, e Zah Zuh Zaz. Alcune di queste canzoni indicano come il fidanzato di Minnie, Smokey fosse anche chiamato Smokey Joe.

## Cover e riferimenti nella cultura di massa
Della canzone furono fatte anche moltissime cover tra le quali quella del 1967 della band australiana The Cherokees e quella, sempre dello stesso anno, fatta dai Kaleidoscope (in Side Trips).
Minnie the Moocher è stata cantata anche in altri film, prima e dopo The Blues Brothers, come in Forbidden Zone (1980) di Richard Elfman, nel quale il cantante Danny Elfman ha modificato il testo per adattarlo alla trama del film, e in The Cotton Club (1984) di Francis Ford Coppola, nel quale la canzone viene interpretata dall'attore-cantante Larry Marshall nei panni di Cab Calloway. Una versione della canzone si può sentire nel film The Mask (1994), mentre viene cantata all'interno del locale Coco Bongo. 
Il famoso personaggio dei cartoon Betty Boop è la protagonista di Minnie the Moocher (1932), un cortometraggio di animazione di Dave Fleischer, che prende il titolo della canzone, cantata per intero da Cab Calloway doppiando un personaggio.
Nel film Una notte all'opera (1935), il personaggio di Otis Driftwood interpretato da Groucho Marx dice: «Tu lo pagherai un centinaio di dollari a notte solo per cantare? Perché? Puoi avere un disco di Minnie the Moocher per 75 centesimi! E per un dollaro e un quarto puoi avere direttamente Minnie...». Nella versione doppiata in italiano tuttavia si perde questo riferimento.